# Yaossédougou
Yaossédougou est une localité du centre de la Côte d'Ivoire et appartenant au département de Dabakala, Région de la Vallée du Bandama. La localité de Yaossédougou est un chef-lieu de commune.

## Histoire
Louis-Gustave Binger y passe le jeudi 31 janvier 1889. Il nomme la ville Iaousédougou. 